# Acer microcarpon
Acer microcarpon é uma espécie de árvore do gênero Acer, pertencente à família Aceraceae.